# Про небо

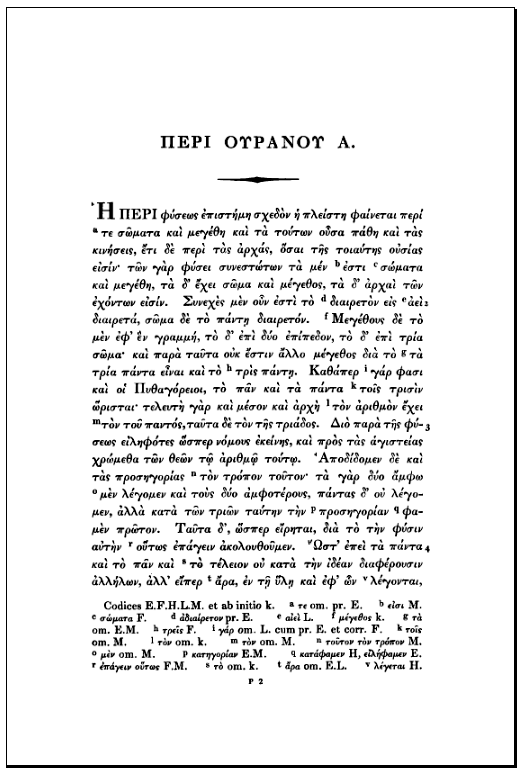
Перша сторінка трактату «Про небо» Арістотеля з видання, опублікованого в 1837 році

«Про небо» (грец. Περὶ οὐρανοῦ; лат. De Caelo або De Caelo et Mundo) — головний космологічний трактат Арістотеля, написаний у 350 р. до н. е.
Ця робота важлива як один із визначальних стовпів арістотелівського світогляду, який домінував в мисленні європейських філософів протягом майже двох тисячоліть.

## Вміст
За книгою Арістотеля «Про небо», небесні тіла є найдосконалішими «субстанціями», рух яких керується принципами, відмінними від принципів тіл у підмісячній сфері. Останні складаються з одного або кількох класичних елементів (земля, вода, повітря, вогонь) і є скороминущими, натомість як матерія, з якої складаються небесні об'єкти, є вічним ефіром, тому вони не підлягають утворенню та руйнуванню. Отже, їхні рухи є вічними та досконалими, а ідеальним є рух по колу, який, на відміну від земних рухів угору та вниз, може тривати вічно (у цьому можна вбачати ранню версію першого закону Ньютона). Арістотель вважав, що ефір не існує на Землі, а присутній лише на небі. Іноді Арістотель, здається, приписує небесним тілам наявність розумної душі (див. також «Метафізику», кн. XII).
У роботі «Про небо» Арістотель пропонує геоцентричну модель Всесвіту. Земля є центром руху Всесвіту. Центр Всесвіту може бути лише один, і, як наслідок, у ньому немає інших населених світів, крім Землі. Таким чином, Земля унікальна і єдина в цьому відношенні. Арістотель припускає, що за межами підмісячної сфери та небес лежить зовнішній духовний простір, який людство не може осягнути безпосередньо.

## Історичний вплив
Філософія та космологія Арістотеля мали вплив в ісламському світі, де його ідеї сприйняли ісламські філософи протягом другої половини першого тисячоліття нашої ери. З них особливо помітні філософи Аверроес і Авіценна. Зокрема, Аверроес багато писав про трактат «Про небо», намагаючись узгодити з математикою Птолемея різні теми арістотелівської філософії, такі як природний рух елементів і концепцію планетних сфер із центром на Землі. Ці ідеї надовго залишились центральними у філософській думці ісламського світу, і їх вплив можна знайти як у теологічній, так і в містичній традиції, зокрема в працях аль-Газалі та Фахр ад-Діна аль-Разі.

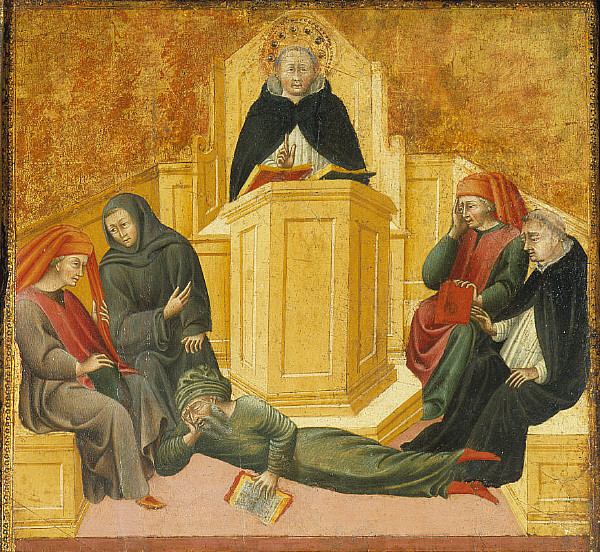
Фома Аквінський і Аверроес

Європейські філософи мали такі ж складні стосунки з трактатом «Про небо», намагаючись узгодити церковну доктрину з математикою Птолемея та філософією Арістотеля. Особливо яскравим прикладом цього є творчість Томи Аквінського, богослова, філософа та письменника XIII століття. Тома Аквінський працював над синтезом космології Арістотеля, представленої в роботі «Про небо», з християнською доктриною, спроба, яка змусила його перекласифікувати першорушіїв Арістотеля як ангелів і приписати їм «першопричину» руху в небесних сферах. За рештою тез Тома Аквінський прийняв Арістотелеве пояснення фізичного світу, включно з його космологією та фізикою.
Французький філософ XIV століття Ніколя Орезм у ролі радника французького короля Карла V двічі перекладав та коментував «Про небо» — спочатку латиною під назвою «Questiones Super de Celo», а потім французькою як «Livre du ciel et du monde».

## Переклади
- Aristote, Du Ciel. Texte établi et traduit par Paul Moraux. (Collection Budé.) Les Belles Lettres, Paris 1965.
- Aristotele, Il cielo. Introd., trad., note e apparati di Alberto Jori. Bompiani, Mailand 1999; 2. Auflage 2002.
- Aristoteles, Über den Himmel. Übersetzt und erläutert von Alberto Jori (= Aristoteles, Werke in deutscher Übersetzung 12/III). Akademie Verlag, Berlin 2009, ISBN 978-3-05-004303-6.
- Olof Gigon (Übers.): Aristoteles, Vom Himmel, Von der Seele, Von der Dichtkunst. Artemis-Verlag, Zürich 1950.
- Aristotle’s de Caelo Γ. Introduction, Translation and Commentary by Theokritos Kouremenos (Palingenesia, 100). Franz Steiner Verlag, Stuttgart 2013.